# Pasquale Morino
Pasquale Morino (Forlì, 23 gennaio 1904 – Milano, 21 dicembre 1975) è stato un pittore italiano.

## Biografia
Pasquale nasce a Forlì il 23 gennaio 1904, figlio di Domenico Morino, un capitano di artiglieria piemontese, e di Laura Moccia, figlia di Francesco Moccia, nato da una famiglia di proprietari terrieri di Rutigliano in Puglia e laureatosi ingegnere alla Normale di Pisa. Nel 1916 in seguito alla morte del padre durante la prima guerra mondiale guerra, all'età di 47 anni (10 settembre 1916), la madre si trasferisce a Bari con i quattro figli Pasquale, Pierino, Caterina e Carolina. Nel 1923, seguendo la tradizione militare della famiglia paterna, iniziò dapprima a frequentare il convitto dell'Accademia di Livorno e successivamente l'Istituto Nautico per diventare capitano di lungo corso. Abbandonato il Nautico si trasferisce a Roma, dove dopo aver conseguito la maturità artistica, frequenta l'Accademia di Belle Arti. Suoi amici sono tutti protagonisti della "Scuola Romana": Mario Mafai, Giuseppe Capogrossi, Fausto Pirandello.
Il 20 novembre 1924, si sposa a Roma civilmente con Isa Scivittaro, dalla quale avrà nove figli: Laura, Francesca, Domenico (Mimo), Teresa, Pierino, Benedetto, Caterina, Mari e, Tonino. Moglie e figli saranno spesso soggetti preferiti dei suoi disegbi e dipinti. Nel 1929, per ragioni di salute si trasferisce a Bari, ch'egli considera la sua patria di elezione, e vi rimane per ventidue anni. Nel 1951, si trasferisce quindi con la famiglia a Milano, dove svolge attività prima di consulente e poi commissario per le produzioni d'arte per la Triennale.

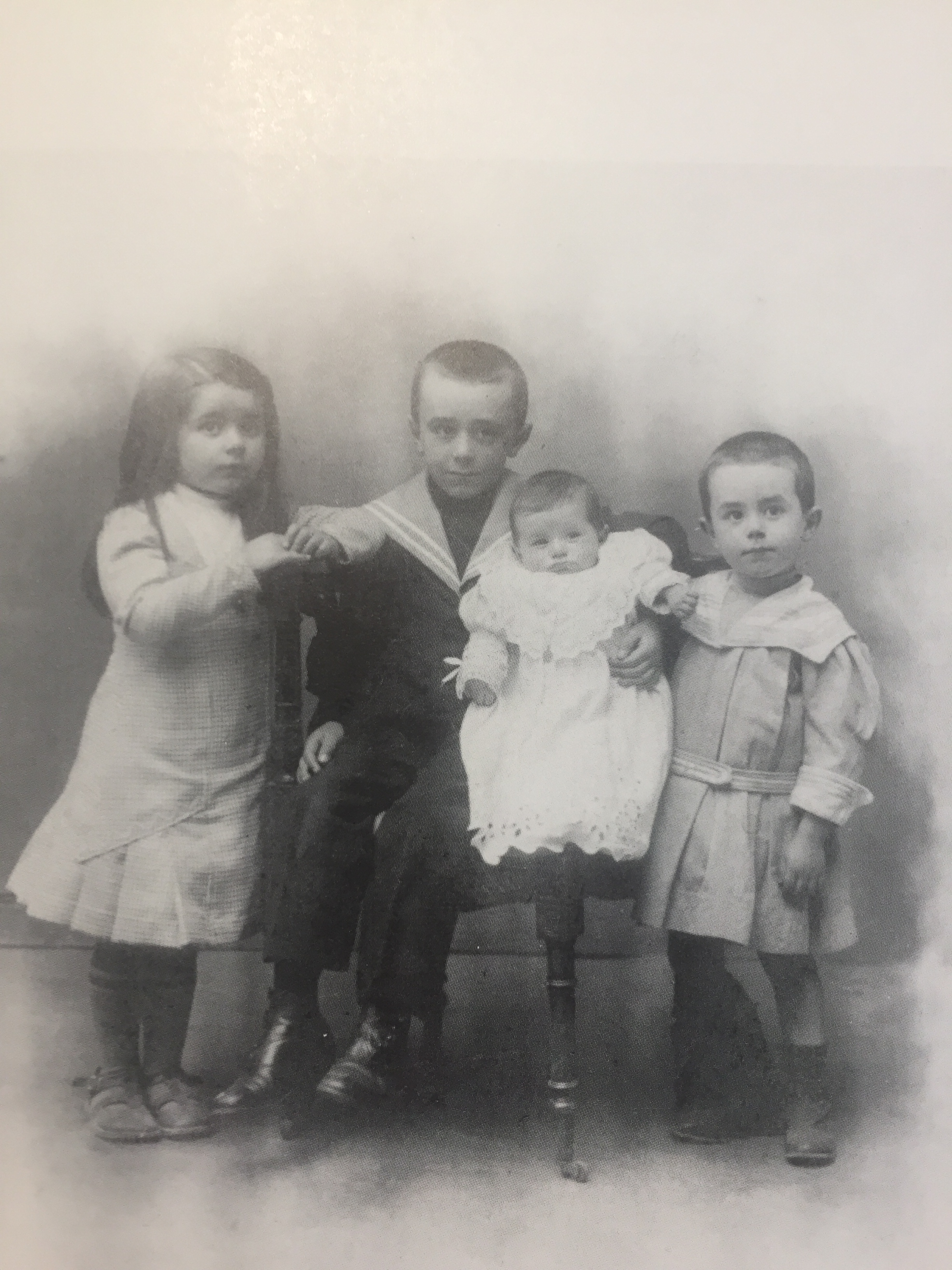
Pasquale Morino all'età di 6 anni.

Il 21 dicembre 1975 Pasquale muore a Milano.
Opere di Pasquale Morino sono conservate presso il Patrimonio artistico del Quirinale, la Galleria Comunale di Arte Moderna e Contemporanea e la Galleria Nazionale di Arte Moderna di Roma, il Comune e la Pinacoteca “Corrado Giaquinto” di Bari.

## Mostre e esposizioni
- 1929 - Nel maggio, prima mostra a Roma da Bragaglia agli Avignonesi, con Mario Mafai, Scipione, Marino Mazzacurati, Antonietta Raphael e Giovanni Bianchini.
- 1930 - Organizza con Donna Benedetta Re David la prima mostra sindacale di pittura regionale del Sindacato Belle Arti Puglia.
- 1932 - A febbraio, organizza a Roma assieme a Giuseppe Vacca, Donatella Pinto e lo scultore Francesco Buonapace una mostra collettiva di artisti pugliesi al salone dell'Associazione pugliese "Ferruccio Barletta" in via Gregoriana. (Catalogo con prefazione di Michele Mastropasqua)
- 1933 - Partecipa alla prima mostra del Sindacato nazionale fascista delle Belle Arti, nato in quell'anno a Firenze.
- 1935 - Partecipa alla Quadriennale nazionale d'Arte di Roma, che acquista sue opere.
- 1936 - Partecipa alla Terza Mostra sindacale di Bari.
- 1937 - Partecipa alla mostra sindacale di Napoli.
- 1939 - Partecipa alla Quadriennale nazionale d'Arte di Roma, che acquista sue opere.
- 1940 - Viene invitato alla Biennale di Venezia, che però non viene realizzata per il sopraggiungere della guerra. Partecipa al primo premio Puglia.
- 1941 - Partecipa alla mostra sindacale di Milano.
- 1943 - Partecipa alla Quadriennale nazionale d'Arte di Roma, che acquista sue opere.
- 1945 - Espone quaranta (40) opere alla Galleria degli Artisti Pugliesi.
- 1948 - Partecipa alla Quadriennale nazionale d'Arte di Roma, che acquista sue opere. Inoltre espone alla Rassegna nazionale delle arti figurative a Roma.
- 1949 - Espone al Sottano, la prestigiosa galleria d'arte diretta da Armando Scaturchio, 27 disegni e 3 pitture a tempera.
- 1950 - Partecipa al Premio Taranto sul tema:"Il mare".
- 1951 - Espone al Gran Caffè Renzelli di Cosenza, per il ciclo "Mostre personali di pittori pugliesi", presentazione di Caterina Lelj.
- 1952 - Il Sottano gli organizza la mostra "Periferia di Milano", 42 opere.
- 1953 - Roma, al Palazzo delle esposizioni viene allestita la mostra "L'Arte nella vita del mezzogiorno d'Italia". Pasquale Morino è presente con tre opere nella sala 79.
- 1954 - 27 giugno, al Castello Svevo, partecipa alla IV Mostra nazionale di pittura contemporanea.
- 1955 - sempre al Castello Svevo partecipa all V Mostra nazionale di pittura contemporanea. Inoltre espone al Sottano 10 litografie e 16 oli. Presenta il catalogo Vittore Fiore.
- 1956 - Espone al Sottano 38 tele.
- 1958 - Sempre al Sottano, con la presentazione di Agnoldomenico Pica, espone 25 oli e tempere.
- 1959 - Partecipa alla mostra di pittura "Premio Porto di Napoli".
- 1960 - Partecipa alla Mostra di artisti pugliesi contemporanei alla galleria d'arte Taras di Taranto.
- 1961 - Personale alla Galleria Montenapoleone di Milano, con presentazione di Franco Russoli. Espone 15 dipinti; sono inoltre esposti 3 tappeti e un tavolo d'appoggio eseguiti su suoi disegni. In seguito la sua presenza pubblica si farà sempre più rara.
- 1963 - Partecipa alla Mostra del piccolo formato, che si terrà alla Galleria d'arte "La Vernice di Bari", con Mino Maccari, Mario Mafai, Titina Maselli, Giuseppe Migneco, Sante Monachesi, Giorgio Morandi, Giovanni Omiccioli.
- 1965 - (23 ottobre- 10 novembre) partecipa alla Mostra di artisti pugliesi alla Galleria Piemonte artistico-culturale che si ripeterà nel 1968.
- 1965 - Espone alla Biennale di Milano.
- 1966 - presenzia all'Autunno di Bari, prima fiera nazionale delle arti figurative, che si tiene in ottobre/novembre e si ripeterà nel 1967 e nel 1968, al secondo Premio Broni e Premio Contardo Barbieri, mostra nazionale di arti figurative, che si tiene a Broni, Villa Italia.
- 1967 - dal 26 ottobre al 30 novembre espone al Palazzo della Permanente, per la XXV Biennale nazionale d'arte Città di Milano.
- 1970 - Partecipa alla LXXII Mostra annuale d'arte della Regione lombarda, società per le Belle Arti ed esposizione permanente Palazzo sociale, via Turati 34, Milano.
- 1972 - Personale "Paesaggio umano" alla Galleria La Vernice di Bari. Il catalogo è presentato da Mimmo Castellano.

## Collaborazioni
Pasquale Morino collabora come commissario per le produzioni d'arte della Triennale di Milano negli anni 1957 - 1961 - 1964 - 1968.

## Opere
Ecco alcune opere del pittore Pasquale Morino. Quelle riportate di seguito sono state donate dalla nuora dell'artista Alba Morino alla Pinacoteca di Bari (tredici opere 1904-1975).
- Oggetti in luce bianca, olio su tela, 60 x 72 cm
- Oggetti in luce d’interno (1965), olio su tela, 72 x 60 cm
- Vaso con fiori di pesco, olio su tela, 60 x 72 cm
- Coppia di vasi con rose e violacciocche, olio su tela, 60 x 72 cm
- Vaso con dalie, olio su tela, 21,5 x 14 cm
- Fiori (coppia di vasi con fiori di campo e rosa bianca), olio su tela, 72 x 60 cm
- Oggetti in luce d’interno, olio su tela, 60 x 72 cm
- Fiori in luce d’interno (1965), olio su tela, 60 x 72 cm
- Fiori appassiti in luce d’interno, olio su tela, 60 x 72 cm
- Vaso con fiori di campo appassiti, olio su tela, 72 x 60 cm
- Vaso con rose, olio su tela, 60 x 72 cm
- Vaso con dalie, olio su tela, 72 x 60 cm
- Composizione, olio su tela, 60 x 7 cm